# Великоандрусовская сельская община
Великоандрусовская сельская община (укр. Великоандрусівська сільська громада) — территориальная община в Александрийском районе Кировоградской области Украины.
Административный центр — село Великая Андрусовка.
Население составляет 9288 человек. Площадь — 757,75 км².
Община создана 13 мая 2017 года, путём объединения территорий Великоандрусовского и Подорожненского сельских советов Светловодского района. Позже в состав общины также вошли Глинский, Григоровский, Захаровский, Ивановский, Никольский и Федорковский сельские советы Светловодского района. 12 июня 2020 года община вошла в состав Александрийского района.

## Населённые пункты
В состав общины входит 25 сёл:
- Великая Андрусовка
  - Выщепановка
  - Калантаев
  - Снежкова Балка
- Глинский старостинский округ:
  - Анновка
  - Арсеневка
  - Глинск
  - Семигорье
  - Снежково
  - Федорки
- Григоровский старостинский округ:
  - Григоровка
  - Кобзаревка
  - Оврагово
  - Перекрестовка
  - Яремовка
- Захаровский старостинский округ:
  - Аудиторовка
  - Захаровка
  - Ивановка
  - Серебряное
- Никольский старостинский округ:
  - Бугроватка
  - Золотарёвка
  - Никольское
- Подорожненский старостинский округ:
  - Бабичовка
  - Нагорное
  - Подорожное